# Patriotes (Algérie)
Les « Patriotes », appelés parfois  les « résistants », ou les « milices populaires », étaient des unités paramilitaires de défense civile organisées par des citoyens volontaires habillés en civil et chargés de combattre aux côtés des forces de sécurité algériennes contre les groupes islamistes armés dans des zones difficiles ou plutôt inaccessibles pour les militaires durant la « décennie noire » en Algérie. 
Le recrutement des volontaires a commencé en 1994 sous le gouvernement de Redha Malek (août 1993-avril 1994), ancien membre de la délégation FLN pendant les Accords d'Évian, farouche anti-islamiste et une des personnalités du courant radical du « clan des éradicateurs » que l’idée de création d'un « corps paramilitaire » sera lancée publiquement et officiellement par le ministre de l’Intérieur, le colonel Salim Saadi lors d’un discours tenu à Blida le 23 mars 1994, évoquant la mise en place d’une « défense civile ». Mais c’est le général Mohammed Touati qui déjà en mars 1993 avait suggéré dans la revue de l’Armée El Djeich, « d’impliquer la société civile dans la lutte antiterroriste » en créant un « corps paramilitaire d’autodéfense encadrées par des anciens moudjahidines ou des ex-militaires.», le plus célèbre d'entre eux le groupe des « patriotes » dans l'Algérois, armé et commandé par l'ancien maquisard de la guerre d’indépendance le commandant Azzedine.

## Histoire
L'idée d'une création d'une « milice populaire » commence à Oran lors des obsèques d'Abdelkader Alloula, le 16 mars 1994, assassiné lâchement quatre jours plus tôt par les terroristes du GIA. Redha Malek, alors chef du gouvernement, prend la parole au milieu des pleurs où il commence son discours par une petite phrase qui restera célèbre dans l'histoire de la décennie noire : « La peur doit changer de camp », dit-il à ses compatriotes plongés dans la terreur par des assassinats et attentats à la bombe perpétrés quotidiennement par le groupe terroriste du GIA. Moins de cinq mois plus tard, l'appel semble trouver écho, à des centaines de kilomètres au fin fond des montagnes du Djurdjura en Kabylie.
Contrairement aux autres régions du pays, des groupes de citoyens armés se créant en Kabylie, par exemple, résultent d'un choix politique. Les responsables du Rassemblement pour la culture et la démocratie (RCD) et du Mouvement culturel berbère (MCB) appelaient à l'armement des populations locales dès 1993, comme seul moyen de lutter contre les groupes terroristes armés. D'abord l'initiative est rejetée par le gouvernement algérien et finalement acceptée après le discours de Reha Malek en faveur d'une création d'une « milice populaire » pour défendre la République. La nouvelle fait la une des médias locaux et étrangers. Hauts responsables et journalistes accourent vers la Kabylie, devenu en quelques jours un symbole et un modèle de résistance contre le terrorisme qui a fait des dizaines de victimes quotidiennes. 
Le  rééchelonnement  de la dette et les différentes formes d'aide extérieure à l'Algérie libèrent alors des revenus qui sont investis dans la politique sécuritaire. 
Deux types de volontaires apparaissent : en premier lieu, les « groupes d’autodéfense ». Implantés en Kabylie principalement, ils sont le bras armé des partis politiques et associations régionales. Tolérés par les forces de sécurité, ils n'en sont pas pour autant sous leur autorité, et naissent souvent en réaction aux menaces des islamistes : l'enlèvement du chanteur Lounès Matoub a, par exemple, justifié la légitimité de ces  « groupes d’autodéfense », car il illustrait l'insécurité dans laquelle se trouvaient les habitants des villages. Ils effectuent le même travail de contrôle que les bandes armées islamistes dans les communes de Kabylie et de l'Algérois, ces « groupes d’autodéfense » sont chargés de vérifier les entrées et sorties de leur village et de les protéger contre la menace terroriste. 
En second lieu, les volontaires dits de type « résistant » ou « patriote » sont des unités de combat qui travaillent avec les forces de gendarmerie. Équipés par le gouvernement, ses membres deviennent des auxiliaires du ministère de l'Intérieur. Elles sont formées d'individus menacés par les islamistes, ou membres de familles d'une victime des groupes islamistes. Ces patriotes sont cautionnés par des organisations gouvernementales, comme l'Organisation nationale des moudjahidines (ONM), qui sont garantes de leur intégrité. ils opèrent généralement à l'intérieur du pays, à proximité des villes et villages. Ils sont accompagnés des « gardes champêtres », (en fait d'anciens combattants de la guerre de libération qui ont repris du service, comme l'exemple du vétéran de la guerre de libération le commandant Azzedine qui a armé et commandé un groupe de « patriotes » qui compte à son actif plus de 400 personnes.) Ils parcourent des massifs abritant des maquis et ils sont crédités d'une certaine efficacité militaire. Les « patriotes » sont très souvent de jeunes ruraux, dont un frère ou un oncle a été assassiné par des terroristes.

## Effectifs dans tout le territoire national
Quelques mois plus tard des groupes de  « patriotes » et  de « légitime défense », armés et équipés par les autorités, se constituent aux quatre coins du pays pour collaborer avec les services de sécurité.
Plus de 80 000 « patriotes » auraient été recrutés entre 1994 et 1999 pour un salaire équivalent à trois fois le SMIG du pays

## Dissolution
La dissolution du corps des « patriotes » a déjà commencé après l’entrée en vigueur de la loi sur la « concorde civile » (juillet 1999) avec l’amélioration de la situation sécuritaire et le décret présidentiel portant « grâce amnistiante » des islamistes en janvier 2000, la presse a fait état d’une vague de désarmement des « patriotes » qui tentèrent ensuite de s’organiser en lançant la Coordination des Patriotes algériens de légitime défense (CPALD). Coordination qui aurait été empêchée de voir le jour par les pouvoirs publics.
En 2005, il ne reste qu’un nombre réduit de 6000 « patriotes » à l’échelle nationale, actifs aux côtés des unités militaires de l’ANP qui opèrent dans certains endroits où persistent quelques petits groupes terroristes. Quelques années plus tard l’État les a aidés à retrouver leur activité d'agriculteurs, grâce notamment au Programme national de développement rural et agricole (PNDRA). D'autre ont aussi été intégrés dans des sociétés de gardiennage ou recrutés au sein des détachements de la « garde communale » ou encore chez  Sonelgaz, l’Algérienne des eaux ou la Direction des forêts comme agents de sécurité.

## Accusations
Entre 1995 et 1997, un groupe de « patriotes » à sa tête les présidents des APC de Relizane, Djidioua et El H'madna, auraient été arrêtés pour avoir procédé à plusieurs enlèvements et liquidations physiques de personnes qu'ils soupçonnaient d'activités terroristes. Des années plus tard, des fosses communes ont été découvertes dans les environs de Relizane, les corps ont été identifiés, les auteurs condamnés à des lourdes peines et les familles des victimes sont indemnisées.